# Irmelin (musikgrupp)
Irmelin är en svensk vokalgrupp som bildades 1999 av tre studenter vid Kungliga Musikhögskolan i Stockholm, Malin Foxdal, Karin Ericsson Back och Maria Misgeld. 2011 ersattes Malin Foxdal av Eva Rune. Gruppen sjunger a cappella och repertoaren består främst av visor och folkmelodier från Norden och andra länder kring Nordsjön.
2008 tog Irmelin hem andrapriset i "Taiwan International Contemporary A Cappella Competition" och fick av juryn omdömet "the spirit of a capella singing".

## Diskografi
- 2006 – Kärligheten
- 2008 – Gyldene freden
- 2013 – North Sea Stories
- 2016 – Swedish Folk Songs
- 2020 – Upp